# Bartolomeo Calvi
 Bartolomeo Calvi, italijanski jezikoslovec in prevajalec, * 17. junij 1886, Palestro v Paviji, † 31. oktober 1961, Torino.

## Delo in slovenščina
Po doktoratu iz klasične filologije je v šolskem letu 1924/1925 poučeval v Tolminu. Tu je prišel v stik s slovenščino, se jo začel učiti in se je naučil toliko, da je mogel iz nje prevajati in razpravljati o slovenski literaturi. Učil je na tehnični šoli v Mantovi in na Univerzi v Torinu, kjer je bil lektor za slovenski jezik, kasneje pa za slovansko filologijo. Med vojno je nekaj časa preživel v Ljubljani. Leta 1941 je predaval italijansko književnost na Filozofski fakulteti v Ljubljani, imel pa je tudi predavanje v slovenščini na temo »Sestavni elementi Dantejevega pesniškega sveta«.Kot jezikoslovec se je ukvarjal s slovensko skladnjo in pisal o slovenski literaturi.
Največ se je ukvarjal s Cankarjem, čigar tekste in zamisli je primerjal z Gorkim, Nietzschejem in Ibsenom. 

## Biografija
Prevodi iz slovenščine
- Il re di Betainova (Kralj na Betajnovi) (1929)(COBISS)
- La mia vita (Moje življenje) (1930)(COBISS)
- Le immagini di sogni di Ivan Cankar (Cankarjeve Podobe iz sanj) (1941)(COBISS)
- La tazza di caffe (Skodelica kave) (2011)(COBISS)
- Tazza di pere secche (Pehar suhih hrušk) (2011)(COBISS)
- Percorso di saggezza (Pot do učenosti) (2011)(COBISS)
- La moneta di dieci centisimi (Desetica) (2011)(COBISS)
- Il suo ritratto (Njena podoba) (2011) (COBISS)
- Il nostro campicello (2011) (COBISS)

Študije in predavanja
- La sventura di Iefte in Giuseppe Parini et nello sloveno Simone Gregorčič (1929)(COBISS)
- Il canto V dell'Inferno nelle versioni slovene (1932)(COBISS)
- Saggi di versione dalle Immagini di sogni (1934)(COBISS)
- Fonti italiane e latine nel Prešeren maggiore (1959)(COBISS)
- Verso un'antologia slava in italiano: Ivan Cankar: Non ho mai scritto proprio con facilità
- Dai canti popolari sloveni: La bella Vida, Il giovane innamorato (1935)
- Il crisantemo bianco ossia Ivan Cankar e la critica (1931)(COBISS)
- Riflessi della cultura italiana fra gli sloveni (1931)
- O konstitutivnih elementih Dantejevega umetniškega sveta (1942)(COBISS)

## Odziv na njegovo delo
Slovenska javnost je bila zaradi širjenja slovenske literature navdušena nad njegovim delom. Nekatera Calvijeva dela so bila kritizirana zaradi dobesednih prevodov. Ljubljanski zvon je objavil primerjave med Cankarjevim prvotnim zapisom in Calvijevim prevodom.
- Andrej Budal. Cankarjevo "Moje življenje" v italijanščini. Ljubljanski zvon 50/8 (1930).
- Andrej Budal. Italijanska kritika o slovenskih prevodih petega speva Dantejevega Pekla. Ljubljanski zvon 46/1 (1933).
- Boris Merhar. Med knjigami - Calvijev Prešeren. Naša sodobnost 9/11 (1961).